# ساتوشي كانازاوا
ساتوشي كانازاوا (بالإنجليزية: Satoshi Kanazawa)‏ هو عالم نفس أمريكي، ولد في 16 نوفمبر 1962.